# 相楽東部広域連合立和束中学校
相楽東部広域連合立和束中学校（そうらくとうぶこういきれんごうりつ わづかちゅうがっこう）は、京都府相楽郡和束町大字釜塚小字北ノ畑にある公立中学校である。

## 概要
和束町中心部の、山々や茶畑に囲まれた自然豊かな環境にある。平成21年度から、和束町・笠置町・南山城村の相楽東部3町村の教育委員会が広域連合に移行したため、設置主体が変更になり、名称が和束町立から相楽東部広域連合立に変更となった。

## 沿革
- 1947年（昭和22年）4月1日 - 西和束、中和束、東和束3ヶ村の組合立和束中学校として創立
- 1947年（昭和22年）5月10日 - 開校式を挙行
- 1948年（昭和23年） - 校章制定
- 1949年（昭和24年）2月1日 - 校舎完成
- 1949年（昭和24年）4月1日 - 湯船中学校と合併、湯船分校とする
- 1953年（昭和28年）8月15日 - 南山城水害により死傷生徒が出る
- 1954年（昭和29年）12月15日 - 和束町・湯船村組合立和束中学校に改称
- 1956年（昭和31年）3月6日 - 校旗および校歌を制定
- 1956年（昭和31年）10月1日 - 和束町と湯船村の合併により、和束町立和束中学校に改称
- 1962年（昭和37年）5月1日 - 湯船分校を廃止し、本校と統合する
- 1973年（昭和48年）2月4日 - 学校給食センター方式による完全給食を開始
- 1983年（昭和58年）9月 - 新運動場完成
- 1995年（平成7年）8月 - 校舎全面改築
- 1997年（平成9年）11月 - 創立50周年式典
- 1998年（平成10年）3月10日 - 新体育館完成
- 2009年（平成21年）4月1日 - 和束、笠置、南山城の相楽東部3町村の教育委員会が広域連合に移行したことにより、相楽東部広域連合立に改称

## 周辺
- 和束町役場
- 和束郵便局
- 京都府道5号木津信楽線
- 相楽東部広域連合立和束小学校

## 通学区域が隣接している学校
- 相楽東部広域連合立笠置中学校
- 木津川市立泉川中学校
- 木津川市立山城中学校
- 井手町立泉ヶ丘中学校
- 宇治田原町立維孝館中学校
- （滋賀県）甲賀市立信楽中学校